# Шкодин, Иван Иванович
Шкодин Иван Иванович — (1 января 1919, г. Дорогобуж, Смоленская губерния, Советская Россия – 14 октября 1943, деревня Тошань, Киевская область СССР) — первый советский рекордсмен мира по спортивной ходьбе, мастер спорта СССР, преподаватель Смоленского техникума физической культуры. 22 июня 1941 на  Смоленском стадионе установил два мировых рекорда по спортивной ходьбе на 3 и 5 км.

## Биография
Родился в городе Дорогобуж Смоленской губернии в 1919 году. В 1938 году окончил в г. Ленинград школу тренеров.   Работал преподавателем Смоленского техникума физической культуры, получил звание мастера спорта СССР по спортивной ходьбе. В июне 1940 года стал чемпионом СССР по спортивной ходьбе на 10 км, побив рекорд СССР. 22 июня 1941 года на  Смоленском стадионе установил два мировых рекорда по спортивной ходьбе на  3 и 5 км. В первый день войны был зачислен в Смоленское артиллерийское училище, после окончания которого воевал в составе 1031-го артполка 100-й стрелковой дивизии. Имел воинское звание старший лейтенант, был командиром  дивизиона. Погиб 14 октября 1943 г. на подступах к Киеву при штурме правобережья Днепра. 
Став мировым рекордсменом в ходьбе на 3 км, Иван Шкодин с 1940 по 1941 год готовился к побитию второго рекорда норвежца Брюна на 5 км, а заодно и собственного рекорда на 3 км. Внезапно начавшаяся 22 июня 1941 года война чуть было не сорвала его планы, однако И. Шкодин, получив в военкомате несколько часов на сборы, использовал их для того, чтобы поставить два мировых рекорда на этих дистанциях (3 км - 12 мин. 01 сек. и 5 км - 20 мин. 51 сек.). Знаменитыми стали его слова после награждения: "Сегодня я побил мировые рекорды, а завтра вот также пойдем бить нашего врага. Победа будет за нами!"
Похоронен со всеми воинскими почестями в братской могиле в деревне Тошань под Киевом.

## Награды
- Орден Красного Знамени (1943 г.),
- Орден Красного Знамени (1944 г. посмертно).

## Память
- С апреля  1985 г. в Смоленске проводятся ежегодно международные матчевые встречи по легкой  атлетике, посвященные И.И. Шкодину.
- В Смоленской академии физкультуры и спорта установлена мемориальная доска памяти Ивана Шкодина.